# Кешишян, Алин
Алин Кешишян (англ. Aleen Keshishian; 3 февраля 1968, Бейрут, Ливан) — американский продюсер, менеджер талантов, основатель и генеральный директор Lighthouse Management & Media. Заметила 11-летнюю Натали Портман и подписала с ней контракт. Управляет карьерами таких артистов, как Дженнифер Энистон, Джейсон Бейтман, Гвинет Пэлтроу, Селена Гомес, Джесси Перец, Оливия Родриго, Билли Крудап, Тофер Грейс, Лора Линни, Эмили Мортимер, Пол Радд, Марк Руффало, Джош Гад, Кэтрин Хан, Орландо Блум, Джастин Теру, Нина Добрев, Миранда Керр.
Была названа одной из 100 лучших женщин в индустрии развлечений, одной из самых талантливых личностей Голливуда и одной из самых успешных менеджеров талантов.

## Биография
Родилась 3 февраля 1968 года в Бейруте. Её брат Алек Кешишян в 1991 году снял культовый документальный фильм о Мадонне «Madonna: Truth or Dare». Мать Сесиль Кешишян умерла в возрасте 90 лет, похороны прошли в армянском соборе Святого Леона в Бербанке, Калифорния.
Кешишян выросла в Манчестере, штат Нью-Гемпшир, и начала играть в детском театре вместе с Адамом Сэндлером. Она ставила пьесы в старшей школе и колледже и работала стажёром у кастинг-директора в Нью-Йорке.
После завершения гарвардского колледжа, она подала заявку на должность стажёра и в конечном итоге стала ассистентом  Джульет Тейлор по кастингу. Кешишян проводила кастинг в нескольких фильмах для Лизы Холоденко, Тамары Дженкинс — небольших кинокартин, где ей платили 250 долларов за один кастинг. В тот момент она думала, что станет кастинг-директором.
У Кешишян превосходная способность рано замечать таланты. Её первым клиентом стала 11-летняя Натали Портман, а годы спустя Кешишян убедила Портман поработать с режиссером Дарреном Аронофски над фильмом «Чёрный лебедь», который принёс Портман премию «Оскар».
Проработав более двух десятилетий в ведущих агентствах Голливуда, в том числе Brillstein Entertainment Partners, Кешишян в 2016 году основала собственную компанию  Lighthouse Management & Media. По её словам, название компании отражает её подход к работе: она направляет своих артистов не только в построении карьеры, но и побуждает их творить добро в мире.
Кешишян управляет карьерами многих артистов на протяжении десятилетий. Помимо талант-менеджмента, занимается и продюсерской деятельностью. Оливия Родриго гастролировала со своим вторым альбомом «Guts», представленный публике в сентябре 2023 года. Кешишян выступила в качестве продюсера специального концерта «Olivia Rodrigo: GUTS World Tour», который вышел на Netflix в октябре 2024 года.
Также Кешишян работает в качестве менеджера в сферах брендинга, рекламы и документальных фильмов.